# Birgitte, vévodkyně z Gloucesteru
Birgitte, vévodkyně z Gloucesteru (rozená: Birgitte Eva Henriksen, dříve van Deurs; * 20. června 1946, Odense) je manželka Richarda, vévody z Gloucesteru.

## Původ
Narodila se 20. června 1946 v dánském Odense jako dcera právníka Asgera Prebena Knuda Wissinga Henriksena a jeho manželky Vivian van Deurs. Dne 15. ledna 1966, když se její rodiče rozvedli, přijala jméno své matky van Deurs. Přestěhovala se do Cambridge a pracovala na Dánské ambasádě v Londýně.

## Členka britské královské rodiny
V únoru 1972 oznámila zasnoubení s princem Richardem z Gloucesteru, mladším synem prince Henryho, vévody z Gloucesteru a jeho manželky princezny Alice, vévodkyně z Gloucesteru. Sňatek byl uzavřen 8. července 1972 v kostele svatého Ondřeje v Barnwell, Northamptonshire. Její svatební šaty byly navrženy Normanem Hartnellem. Roku 1974 se manželé stali vévodou a vévodkyní z Gloucesteru.
Spolu mají tři děti:
- 1. Alexander Windsor (* 24. 10. 1974 Londýn), hrabě z Ulsteru, major britské armády, sloužil v Severním Irsku, Kosovu a Iráku
  - ⚭ 2002 Claire Booth (* 29. 12. 1977 Sheffield)
- 2. Davina Windsor (* 19. 11. 1977 Londýn)
  - ⚭ 2004 Gary Lewis (* 15. 8. 1970 Gisborne), rozvedli se v roce 2018
- 3. Rose Windsor (* 1. 3. 1980 Londýn)
  - ⚭ 2008 George Gilman (* 27. 11. 1978 Derby)

Se svým manželem sídlí v Kensingtonském paláci v Londýně.